# Calamagrostis montanensis

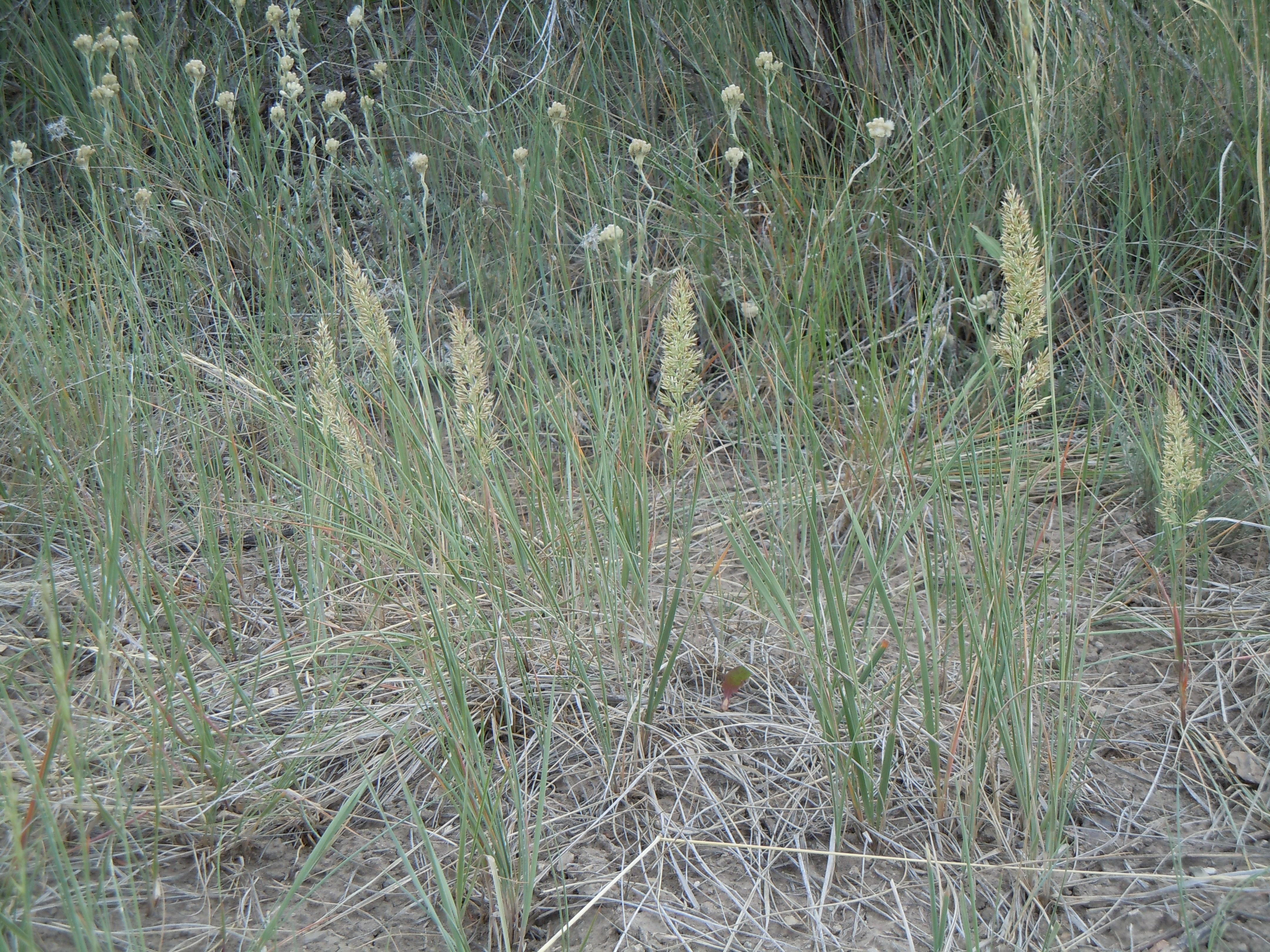
Vista de la planta

Detalle de la planta

Calamagrostis montanensis es una especie de hierba de la familia Poaceae. Es originaria de Norteamérica.

## Descripción
Es una planta perenne que crece de un solo tronco, sin formar un penacho o grupo herbáceo. Crece hasta los 60 centímetros de altura. Cuenta con una red de finos rizomas y raíces que la sujetan el suelo, formando césped. Las raíces se han observado que penetran más de un metro de profundidad en el suelo. Las hojas, laminadas rígidas se encuentran principalmente alrededor de la base del tallo y alcanzan hasta 15 centímetros de largo por unos pocos milímetros de ancho. La inflorescencia es una panícula estrecha de hasta 10 centímetros de largo. La espiguilla contiene una flor.  La planta se reproduce vegetativamente por brotes de su rizoma y sexualmente por sus semillas dispersadas por el viento.

## Distribución y hábitat
Es nativa de América del Norte, donde se encuentra todo el Canadá desde la Columbia Británica, Manitoba y el sur de Colorado en los Estados Unidos.
Esta hierba se produce en un número de tipos de hábitats, incluyendo bosques templados de coníferas, artemisia, estepa arbustiva , y varios tipos de praderas y pastizales. Se trata de una dominante especie de gramínea en varias regiones de la Gran Cuenca y las Grandes Llanuras. Tolera inviernos fríos y veranos calurosos. Es común en hábitat perturbado. Crece en todas las etapas de la sucesión ecológica y es una especie de equilibrio en algunas regiones, como las praderas de pastos mixtos de Canadá y las montañas y las colinas de Montana.

## Usos
Esta es la única Calamagrostis que proporciona forraje para el ganado que pasta en las grandes llanuras del norte. Es consumida por el ganado y los caballos, y con menos frecuencia por las ovejas. No es una planta forrajera preferida por el ganado debido a que sus hojas son de textura áspera.

## Taxonomía
Calamagrostis montanensis fue descrita por Scribn. ex Vasey  y publicado en Contributions from the United States National Herbarium 3(1): 82. 1892.
Etimología
Ver: Calamagrostis
montanensis: epíteto geográfico que alude a su localización en Montana.
Sinonimia
- Calamagrostis montanensis (Scribn.) Beal
- Calamagrostis neglecta var. candidula Kearney
- Deyeuxia montanensis Scribn.[4][5]